# Maria Klein
Maria Klein ist eine deutsche Tischtennisspielerin. Sie wurde 1958 deutsche Vizemeisterin im Doppel.

## Werdegang
Maria Klein begann ihre Karriere beim Verein TG Essen-West. 1954 siegte sie bei den westdeutschen Mädchenmeisterschaften im Einzel, Doppel (mit Ingrid Kussin) und Mixed (mit Josef Wenninghoff), ein Jahr später wieder im Mixed mit Horst Terbeck. Bei den deutschen Schülermeisterschaften wurde sie 1954/55 Dritte im Mixed mit Horst Terbeck. 1955 wechselte sie zum Oberligaverein FC Schalke 04, 1956 zum DSC Kaiserberg. Mit dessen Damenmannschaft erreichte sie 1957 Platz drei bei der Deutschen Mannschaftsmeisterschaft. 
Bei den nationalen deutschen Meisterschaften erreichte Maria Klein vier Mal das Viertelfinale, nämlich 1956 und 1957 im Doppel mit Helene Klonisch sowie 1958 im Einzel und Mixed mit Horst Langer. Ihren größten Erfolg bei diesen Meisterschaften erzielte sie 1958, als sie im Doppel mit Hilde Gröber das Endspiel erreichte, das gegen Hannelore Schlaf/Ursel Fiedler verloren ging.
1959 schloss sie sich dem TTC Schwarz-Gelb Steele an.

## Privat
1965 heiratete Maria Klein Karl Stuhldreher, den Betreuer der Herrenmannschaft des DJK TuSA 06 Düsseldorf.